# Kurt Schmid
Kurt Schmid (ur. 11 lutego 1932 w Baar, zm. 2 grudnia 2000) – szwajcarski wioślarz, brązowy medalista olimpijski.
Wystąpił na igrzyskach olimpijskich w Helsinkach w 1952 roku, gdzie wspólnie z Hansem Kaltem zdobył brązowy medal w dwójkach bez sternika. W finale o 12,0 sekund przegrali z osadą USA, a o 9,2 sekund wyprzedziła ich osada Belgii. Na rozgrywanych osiem lat później igrzyskach olimpijskich w Rzymie startował w czwórkach bez sternika, w finale zajmując ostatnie, szóste miejsce.
W dwójkach bez sternika zdobył ponadto złoty medal na mistrzostwach Europy w Mediolanie (1950) i brązowy na mistrzostwach Europy w Mâcon (1951). 
Jego ojciec, Karl, także był wioślarzem i medalistą olimpijskim.